# Isotopes du chrome
Le chrome (Cr, numéro atomique 24) possède 26 isotopes connus de nombre de masse variant entre 42 et 67, et deux isomères nucléaires. Quatre de ces isotopes sont stables et représentent la totalité du chrome présent dans la nature, 50Cr, 52Cr, 53Cr, et 54Cr, 52Cr étant le plus abondant. La masse atomique standard du chrome est donc de 51,996 1 u, très proche de la masse isotopique de 52Cr.
50Cr est suspecté de se désintégrer par double désintégration bêta (β+β+) en 50Ti avec une demi-vie d'au moins 1,3 × 1018 années, bien que cette désintégration n'aie pour l'instant jamais été observée. 
Parmi les 22 radioisotopes du chrome, tous synthétiques, le plus stable est 51Cr avec une demi-vie de 27,7 jours. Tous les autres isotopes ont des demi-vie de moins de 24 heures, et la plupart d'entre eux inférieure à 1 minute, le moins stable connu étant 66Cr avec une demi-vie de 10 millisecondes.
Les isotopes plus légers que les isotopes stables se désintègrent principalement par émission de positron (β+) en isotopes du vanadium. 51Cr se désintègre lui par capture électronique en 51V. Les radioisotopes les plus lourds se désintègrent eux principalement par désintégration β− en isotopes du manganèse.

## Isotopes notables

### Chrome naturel
Le chrome naturel est composé des quatre isotopes stables 50Cr, 52Cr, 53Cr et 54Cr.
| Isotope | Abondance (pourcentage molaire) | Gamme de variations |
| ------- | ------------------------------- | ------------------- |
| 50Cr    | 4,345 (13) %                    | 4,294 - 4,345       |
| 52Cr    | 83,789 (18) %                   | 83,762 - 83,790     |
| 53Cr    | 9,501 (17) %                    | 9,501 - 9,553       |
| 54Cr    | 2,365 (7) %                     | 2,365 - 2,391       |

### Chrome 53
Le chrome 53 (53Cr) est l'isotope du chrome dont le noyau est constitué de 24 protons et de 29 neutrons. C'est un isotope stable représentant 9,5 % du chrome naturel. C'est un isotope radiogénique, issu de la désintégration du manganèse 53 (53Mn). On trouve en général les isotopes du chromes et du manganèse combinés, et ils sont ainsi utilisés en géologie isotopique. La mesure des ratios Mn/Cr permettent de confirmer les mesures des taux d'aluminium 26 (26Al) et de palladium 107 (107Pd) utilisées dans l'étude de l'histoire du système solaire primitif.
Des variations dans les rapports 53Cr/52Cr et Mn/Cr constatés dans plusieurs météorites indiquent un rapport initial 53Mn/55Mn qui suggère une désintégration in situ du 53Mn dans des corps planétaires partiellement différentiés. 53Cr fournit ainsi une preuve additionnelle des processus de nucléosynthèse juste avant la formation du système solaire. 
Ce même isotope est lessivé préférentiellement dans certaines circonstances, ce qui permet à son abondance dans les sédiments marins d'être utilisée comme une mesure détournée des concentrations en oxygène atmosphérique.

## Table des isotopes
| Symbole de l'isotope | Z (p)                | N (n)                | Masse isotopique (u) | Demi-vie               | Mode(s) de désintégration, | Isotope(s)-fils | Spin nucléaire |
| Symbole de l'isotope | Énergie d'excitation | Énergie d'excitation | Énergie d'excitation | Demi-vie               | Mode(s) de désintégration, | Isotope(s)-fils | Spin nucléaire |
| -------------------- | -------------------- | -------------------- | -------------------- | ---------------------- | -------------------------- | --------------- | -------------- |
| 42Cr                 | 24                   | 18                   | 42,00643(32)#        | 14(3) ms [13(+4-2) ms] | β+ (>99,9%)                | 42V             | 0+             |
| 42Cr                 | 24                   | 18                   | 42,00643(32)#        | 14(3) ms [13(+4-2) ms] | 2p (<0,1%)                 | 40Ti            | 0+             |
| 43Cr                 | 24                   | 19                   | 42,99771(24)#        | 21,6(7) ms             | β+ (71%)                   | 43V             | (3/2+)         |
| 43Cr                 | 24                   | 19                   | 42,99771(24)#        | 21,6(7) ms             | β+, p (23%)                | 42Ti            | (3/2+)         |
| 43Cr                 | 24                   | 19                   | 42,99771(24)#        | 21,6(7) ms             | β+, 2p (6%)                | 41Sc            | (3/2+)         |
| 43Cr                 | 24                   | 19                   | 42,99771(24)#        | 21,6(7) ms             | β+, α (<0,1%)              | 39Sc            | (3/2+)         |
| 44Cr                 | 24                   | 20                   | 43,98555(5)#         | 54(4) ms [53(+4-3) ms] | β+ (93%)                   | 44V             | 0+             |
| 44Cr                 | 24                   | 20                   | 43,98555(5)#         | 54(4) ms [53(+4-3) ms] | β+, p (7%)                 | 43Ti            | 0+             |
| 45Cr                 | 24                   | 21                   | 44,97964(54)         | 50(6) ms               | β+ (73%)                   | 45V             | 7/2-#          |
| 45Cr                 | 24                   | 21                   | 44,97964(54)         | 50(6) ms               | β+, p (27%)                | 44Ti            | 7/2-#          |
| 45mCr                | 50(100)# keV         | 50(100)# keV         | 50(100)# keV         | 1# ms                  | TI                         | 45Cr            | 3/2+#          |
| 45mCr                | 50(100)# keV         | 50(100)# keV         | 50(100)# keV         | 1# ms                  | β+                         | 45V             | 3/2+#          |
| 46Cr                 | 24                   | 22                   | 45,968359(21)        | 0,26(6) s              | β+                         | 46V             | 0+             |
| 47Cr                 | 24                   | 23                   | 46,962900(15)        | 500(15) ms             | β+                         | 47V             | 3/2-           |
| 48Cr                 | 24                   | 24                   | 47,954032(8)         | 21,56(3) h             | β+                         | 48V             | 0+             |
| 49Cr                 | 24                   | 25                   | 48,9513357(26)       | 42,3(1) min            | β+                         | 49V             | 5/2-           |
| 50Cr                 | 24                   | 26                   | 49,9460442(11)       | Observé stable         | Observé stable             | Observé stable  | 0+             |
| 51Cr                 | 24                   | 27                   | 50,9447674(11)       | 27,7025(24) j          | CE                         | 51V             | 7/2-           |
| 52Cr                 | 24                   | 28                   | 51,9405075(8)        | Stable                 | Stable                     | Stable          | 0+             |
| 53Cr                 | 24                   | 29                   | 52,9406494(8)        | Stable                 | Stable                     | Stable          | 3/2-           |
| 54Cr                 | 24                   | 30                   | 53,9388804(8)        | Stable                 | Stable                     | Stable          | 0+             |
| 55Cr                 | 24                   | 31                   | 54,9408397(8)        | 3,497(3) min           | β−                         | 55Mn            | 3/2-           |
| 56Cr                 | 24                   | 32                   | 55,9406531(20)       | 5,94(10) min           | β−                         | 56Mn            | 0+             |
| 57Cr                 | 24                   | 33                   | 56,943613(2)         | 21,1(10) s             | β−                         | 57Mn            | (3/2-)         |
| 58Cr                 | 24                   | 34                   | 57,94435(22)         | 7,0(3) s               | β−                         | 58Mn            | 0+             |
| 59Cr                 | 24                   | 35                   | 58,94859(26)         | 460(50) ms             | β−                         | 59Mn            | 5/2-#          |
| 59mCr                | 503,0(17) keV        | 503,0(17) keV        | 503,0(17) keV        | 96(20) µs              |                            |                 | (9/2+)         |
| 60Cr                 | 24                   | 36                   | 59,95008(23)         | 560(60) ms             | β−                         | 60Mn            | 0+             |
| 61Cr                 | 24                   | 37                   | 60,95472(27)         | 261(15) ms             | β− (>99,9%)                | 61Mn            | 5/2-#          |
| 61Cr                 | 24                   | 37                   | 60,95472(27)         | 261(15) ms             | β−, n (<0,1%)              | 60Mn            | 5/2-#          |
| 62Cr                 | 24                   | 38                   | 61,95661(36)         | 199(9) ms              | β− (>99,9%)                | 62Mn            | 0+             |
| 62Cr                 | 24                   | 38                   | 61,95661(36)         | 199(9) ms              | β−, n                      | 61Mn            | 0+             |
| 63Cr                 | 24                   | 39                   | 62,96186(32)#        | 129(2) ms              | β−                         | 63Mn            | (1/2-)#        |
| 63Cr                 | 24                   | 39                   | 62,96186(32)#        | 129(2) ms              | β−, n                      | 62Mn            | (1/2-)#        |
| 64Cr                 | 24                   | 40                   | 63,96441(43)#        | 43(1) ms               | β−                         | 64Mn            | 0+             |
| 65Cr                 | 24                   | 41                   | 64,97016(54)#        | 27(3) ms               | β−                         | 65Mn            | (1/2-)#        |
| 66Cr                 | 24                   | 42                   | 65,97338(64)#        | 10(6) ms               | β−                         | 66Mn            | 0+             |
| 67Cr                 | 24                   | 43                   | 66,97955(75)#        | 10# ms [>300 ns]       | β−                         | 67Mn            | 1/2-#          |

1. ↑  Abréviations :
CE : capture électronique ;
TI : transition isomérique.
2. ↑  Isotopes stables en gras.
3. ↑  Soupçonné de se désintégrer par désintégration β+β+ en 50Ti avec une demi-vie d'au moins 1,3 × 1018 années.

### Remarques
- Les valeurs marquées # ne sont pas purement dérivées des données expérimentales, mais aussi au moins en partie à partir des tendances systématiques. Les spins avec des arguments d'affectation faibles sont entre parenthèses.
- Les incertitudes sont données de façon concise entre parenthèses après la décimale correspondante. Les valeurs d'incertitude dénotent un écart-type, à l'exception de la composition isotopique et de la masse atomique standard de l'IUPAC qui utilisent des incertitudes élargies[3].
- Masses des isotopes données par la Commission sur les Symboles, les Unités, la Nomenclature, les Masses atomiques et les Constantes fondamentales (SUNAMCO) de l'IUPAP.
- Abondances isotopiques données par la Commission des abondances isotopiques et des poids atomiques de l'IUPAC.